# Babing (Taufkirchen)
Babing ist ein Gemeindeteil der Gemeinde Taufkirchen (Vils) im Landkreis Erding.

## Lage
Der Weiler liegt an der Großen Vils zwischen Angerskirchen und Kienraching auf der Gemarkung Hofkirchen. Östlich verläuft die Bundesstraße 15. Nicht zu verwechseln ist der Ort mit dem weniger als 10 Kilometer entfernten Weiler Babing bei Velden.

## Orts- und Schlossgeschichte

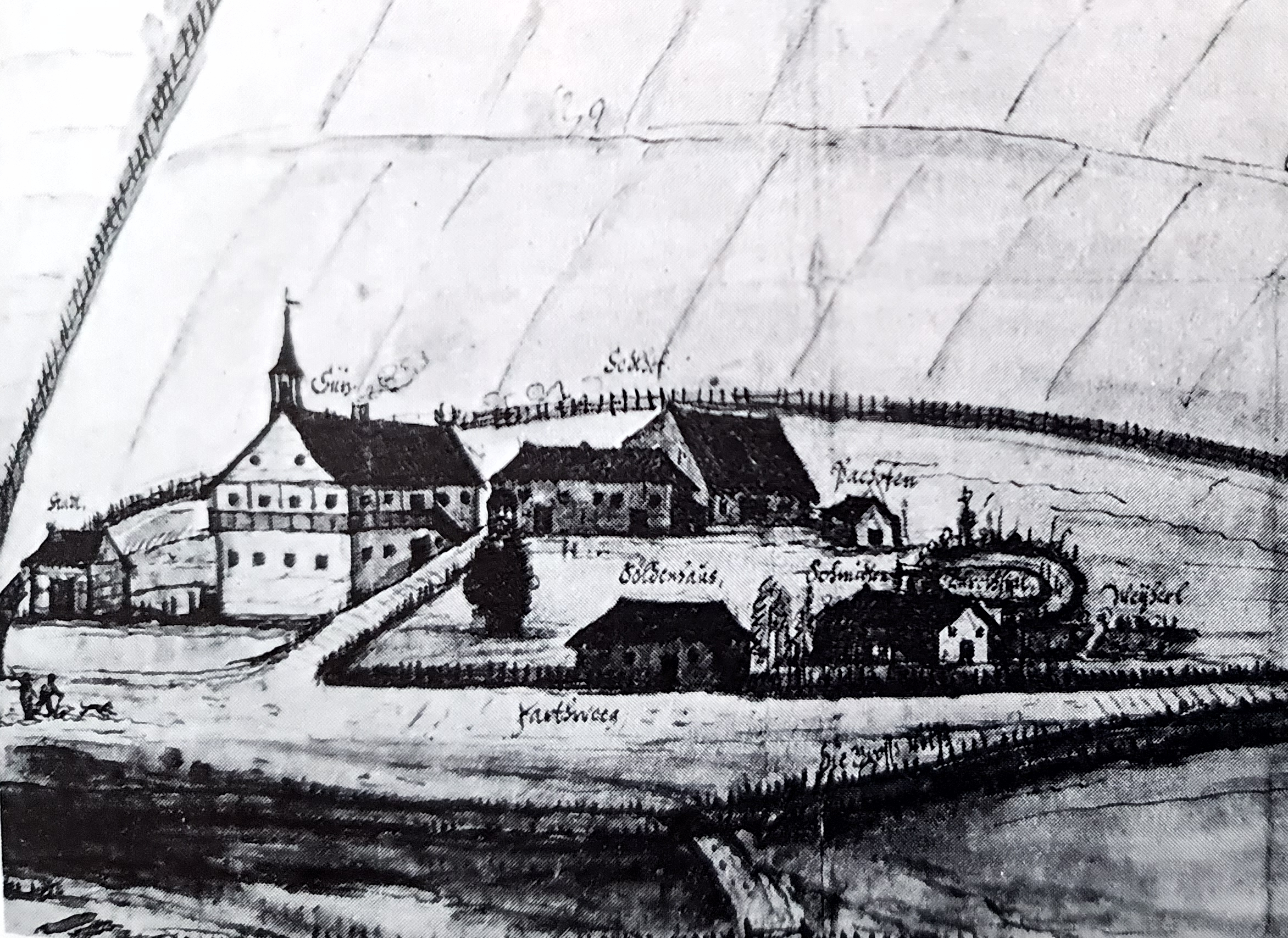
Der Edelsitz Babing auf einer Ansichtsskizze von 1624

Der Weiler war ehemals ein Sitz niederen Adels. 1356 wird der Sitz Babing als Sitz der Päbinger genannt, der ein einfacher Edelsitz im Stile der Fachwerkbauten mit süd-altbayrischen Gepräge war. Später wird ein Klaus Rappolzeller genannt, der Babing 1393 an die Haitenchaimer vertauschte. Weitere Besitzer waren die Holzner und ab 1560 die Familie Kriegl, der als nicht-adeligem Besitzer 1567 die niedere Gerichtsbarkeit abgesprochen wurde, was zu langwierigem Streit zwischen den nachfolgenden Eigentümern (u. a. Martin Khrausen) und dem Landgericht Erding führen sollte. 1621 erwarb der Erdinger Pflegrichter Martin Lunghamer selbst den Edelsitz Babing, bewohnte ihn aber wie seine Nachkommen nicht selbst, ebenso die späteren Besitzer wie die Familie Harscher (ab 1694) und der Münchner Bürgermeister Franz Anton von Schmädel (ab 1775). Das Gebäude wurde als Wirtshaus genutzt und ist seit 1793 im Besitz der Familie Osendorfer, die bis 1967 hier eine Gastwirtschaft, den Wirt z'Babing, betrieb. Obwohl der adelige Sitz nur noch dem Namen nach bestand, zog sich der Streit um die Rechte aus dem adeligen Besitz noch bis ins 19. Jahrhundert, bis mit der Revolution 1848 alle Herrschaftsrechte des Adels abgelöst wurden.
Der Weiler Babing, der bis 1806 formal ein Lehen der Grafschaft Haag war, gehörte verwaltungstechnisch von der Spätzeit des Herzogtums Bayern-Landshut bis zur Spätzeit des Kurfürstentums Bayern zur Obmannschaft Kienraching. Im Jahre 1809 kam Babing zur neu gebildeten Gemeinde Hofkirchen, die mit dem Gemeindeedikt von 1818 Selbstverwaltungsrechte bekam. Hofkirchen wurde am 1. Januar 1972 nach Taufkirchen (Vils) eingemeindet.
Der Weiler war als Babing (b. Dorfen) wie auch Babing (Vils) bei Velden ein Haltepunkt der Bahnstrecke Dorfen–Velden. Heute verläuft ein Radweg auf der gesamten Trasse. 2019 wurde von der Gemeinde Taufkirchen (Vils) eine Klarstellungs- und Ergänzungssatzung für die Ortschaft Babing erlassen, um Baurecht für einheimische Familien in Babing zu schaffen.

Der steinerne Nachfolgebau des Edelsitzes, Hauptgebäude
Das Wirtschaftsgebäude des ehemaligen Edelsitzes
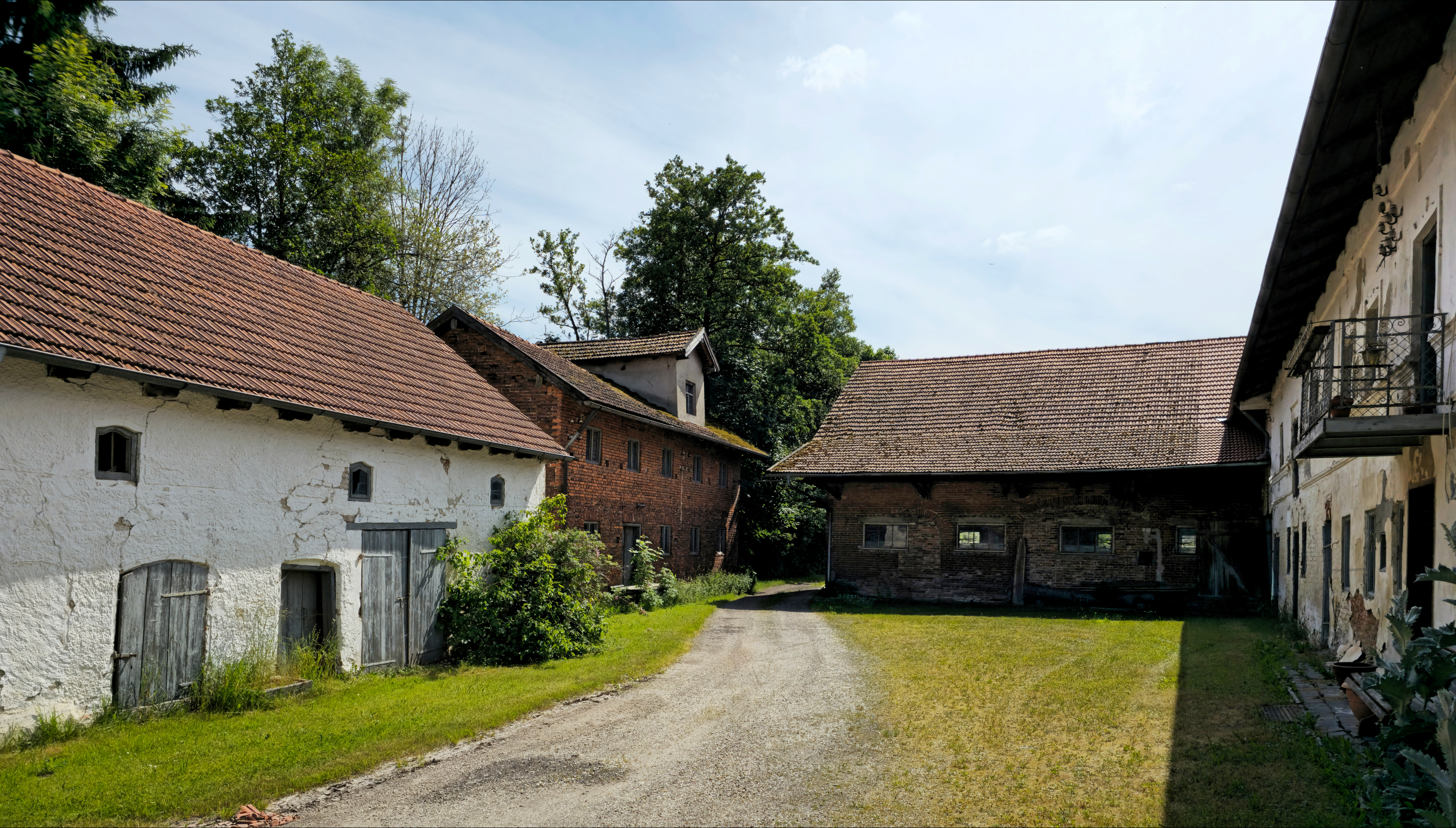
Babing 4, erhaltener Bauernhof aus dem 19. Jahrhundert (wohl 1. Hälfte) vor dem Verfall